# آرش حجازی
آرش حجازی (زاده ۲۸ بهمن ۱۳۴۹) نویسنده، مترجم، پزشک، و ناشر ایرانی است. وی مدیر انتشارات کاروان و مترجم رسمی کتاب‌های پائولو کوئیلو به زبان فارسی است.

## زندگی
او در ۲۸ بهمن ۱۳۴۹ به دنیا آمد و فرزند جلال حجازی، چهره ماندگار و استاد پیشین دانشگاه علم و صنعت تهران در رشته مهندسی و علم مواد می‌باشد. او در سال ۱۳۷۵ از دانشکده پزشکی دانشگاه علوم پزشکی ایران فارغ‌التحصیل شد. موضوع تز دکترای او، «تأثیر قصه گویی در درمان اختلالات اضطرابی کودکان» بود.
در سال ۱۳۷۳، در بیست و چهار سالگی، با سرمایه شخصی داستان بلندی به نام اندوه ماه منتشر کرد که به علت توزیع نامناسب، با استقبال چندانی مواجه نشد. همچنین چند داستان کوتاه و مجموعه مقالاتی مثل مقاله «لیلیت، شهبانوی شب» که بیشتر زمینه فولکلورشناسی داشت به طبع رساند، اما انتشار رمان جدید او به نام «شاهدخت سرزمین ابدیت» بود که با فروش مناسبی مواجه شد.
سه سال بعد، در سال ۱۳۷۶، او انتشارات کاروان را تأسیس نمود و دو سال پس از تأسیس آن، پائولو کوئلیو، نویسنده مشهور برزیلی و خالق کیمیاگر، او را مترجم رسمی آثارش به زبان فارسی معرفی کرد. آرش حجازی از جمله مترجمانی است که باترجمه اغلب آثار این نویسنده عارف مسلک برزیلی و دعوت او به ایران به شهرت رسید.
در سال ۱۳۸۰، او سردبیری ماهنامه فرهنگی هنری «کامیاب» را بر عهده گرفت که پس از پنج شماره انتشار، متوقف شد. پس از «کامیاب» حجازی ماهنامه جشن کتاب را منتشر کرد که بیست شماره منتشر شد و پس از آن قالب آن تغییر کرد.
او در سال ۱۳۸۳، ده سال پس از «اندوه ماه» رمان «شاهدخت سرزمین ابدیت» را منتشر کرد. شاهدخت سرزمین ابدیت در سال ۱۳۸۴ در فهرست نهایی نامزدهای جایزه «واو» و «منتقدان مطبوعات» قرار گرفت.

## حضور در محل قتل ندا آقاسلطان

آرش حجازی در صحنه جانسپاری ندا آقا سلطان.

وی پزشکی است که در جریان اعتراضات به نتایج انتخابات ۱۳۸۸ ایران در هنگام شلیک گلوله به ندا آقاسلطان در فاصله نزدیکی از او قرار داشت و سعی در نجات جان ندا کرد. اما شدت جراحت و اینکه گلوله مستقیماً به قلب او خورده بود و حجم بالای خون‌ریزی مانع از موفقیت وی شد. وی ماجرا را در مصاحبه با بی‌بی‌سی شرح داد و در پایان اعلام کرد که به دلیل فاش ساختن جزئیات این داستان و احساس خطر شدید، قادر به بازگشت به ایران نخواهد بود.
در همین زمان فرمانده نیروی انتظامی از تحت تعقیب بودن آرش حجازی خبر داد.
پائولو کوئلیو نیز در وبلاگ خود تأیید کرده‌است که آرش حجازی همان پزشکی است که سعی کرد جان ندا آقاسلطان را نجات دهد.

## آثار

### نوشته‌ها
- رمان شاهدخت سرزمین ابدیت
- رمان اندوه ماه
- رمان کی‌خسرو
- رمان نگاه آهو:سرگذشت یک نسل

### ترجمه‌ها
- مکتوب (پائولو کوئلیو)
- دومین مکتوب (پائولو کوئلیو)
- باغ پیامبر و سرگردان (جبران خلیل جبران)
- شبح اپرا (گاستون لورو)
- بریدا (پائولو کوئلیو)
- خاطرات یک مغ (پائولو کوئلیو)
- پدران، فرزندان، نوه‌ها (پائولو کوئلیو)
- جهالت (داستان)(میلان کوندرا)
- کنار رود پیدرا نشستم و گریستم (پائولو کوئلیو)
- شیطان و دوشیزه پریم (پائولو کوئلیو)
- کوه پنجم (پائولو کوئلیو)
- کیمیاگر (پائولو کوئلیو)
- ورونیکا تصمیم می‌گیرد بمیرد (پائولو کوئلیو)
- کتاب راهنمای رزم‌آور نور (پائولو کوئلیو)
- نامه‌های عاشقانه یک پیامبر (پائولو کوئلیو- جبران خلیل جبران)
- عطیهٔ برتر (پائولو کوئلیو)
- قاموس فرزانگی (پائولو کوئلیو)
- زهیر (پائولو کوئلیو)
- شیر، جادوگر و گنجه (سی اس لوئیس)
- خواهرزادهٔ جادوگر (سی اس لوئیس)
- سفر کشتی سپیده‌پیما (سی اس لوئیس)
- چون رود جاری باش (پائولو کوئلیو)
- ساحرهٔ پورتوبلو (پائولو کوئلیو)
- دختر شاه پریان (لرد دانسنی)
- آشیانه کرم سفید (برام استوکر )
- برنده تنهاست (پائولو کوئلیو)
- الف (پائولو کوئلیو)
- یازده دقیقه (پائولو کوئلیو)